# Clase Oregon City
La clase Oregon City de cruceros pesados de la Armada de los Estados Unidos consistió de cuatro unidades de un total de diez planeadas: Oregon City (1946), Albany (1946), Rochester (1946) y Northampton (1953).

## Desarrollo

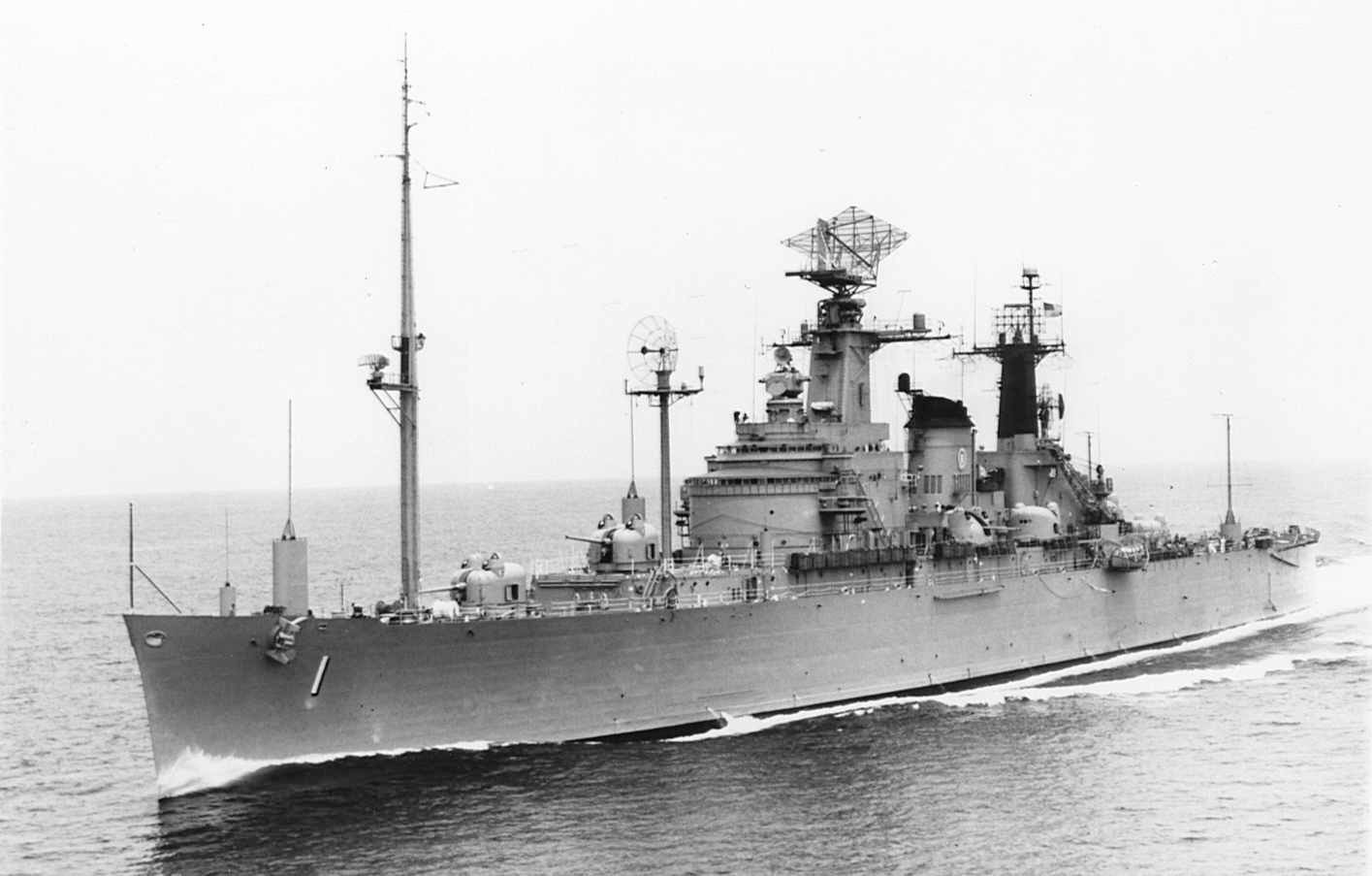
USS Northampton

La cabeza de serie, el Oregon City, fue de baja en 1946 y finalmente fue desguazada. El Northampton (cuya construcción fue interrumpida de 1945 a 1948) fue completado en 1953 como crucero de mando (CLC-1) y sirvió hasta 1970. El Albany fue convertido en crucero de misiles guiados (CG-10) y fue de baja en 1980. Por su parte el Rochester fue elegido para conversión en crucero de misiles guiados pero la misma fue cancelada.

## Características
Fue un crucero de 13 600 t de desplazamiento, 205 m de eslora, 21 m de manga y 7 m de calado; con propulsión de 4× turbinas de vapor con 120 000 shp (velocidad 33 nudos). Su blindaje era de 150 mm en el cinturón, 200 mm en las torres, 30 mm en la cubierta y 150 mm en la torre de mando. Su armamento consistía de armas 9× cañones de 203 mm, 12× cañones de 127 mm, 48× cañones de 40 mm y 24× cañones de 20 mm.

## Unidades
| Nombre      | Número         | Constructor     | Puesta de quilla | Botadura | Asignado | Destino    |
| ----------- | -------------- | --------------- | ---------------- | -------- | -------- | ---------- |
| Oregon City | CA-122         | Bethlehem Steel | 1944             | 1945     | 1946     | Desguazado |
| Albany      | CA-123 / CG-10 | Bethlehem Steel | 1944             | 1945     | 1946     | Desguazado |
| Rochester   | CA-124         | Bethlehem Steel | 1944             | 1945     | 1946     | Desguazado |
| Northampton | CA-125 / CLC-1 | Bethlehem Steel | 1944             | 1951     | 1953     | Desguazado |